# 1945年の政治
1945年の政治（1945ねんのせいじ）では、1945年（昭和20年）の政治分野に関する出来事について記述する。

## できごと

### 1月
- 1月6日 - 吉田茂、小畑敏四郎陸軍中将、岩淵辰雄、小田原入生田に近衛文麿元首相を訪問。
  - 1月 - 近衛公、湯河原の別荘に移り、上奏文を起草。
- 1月18日 - 最高戦争指導会議、戦争指導大綱を決定。

### 2月

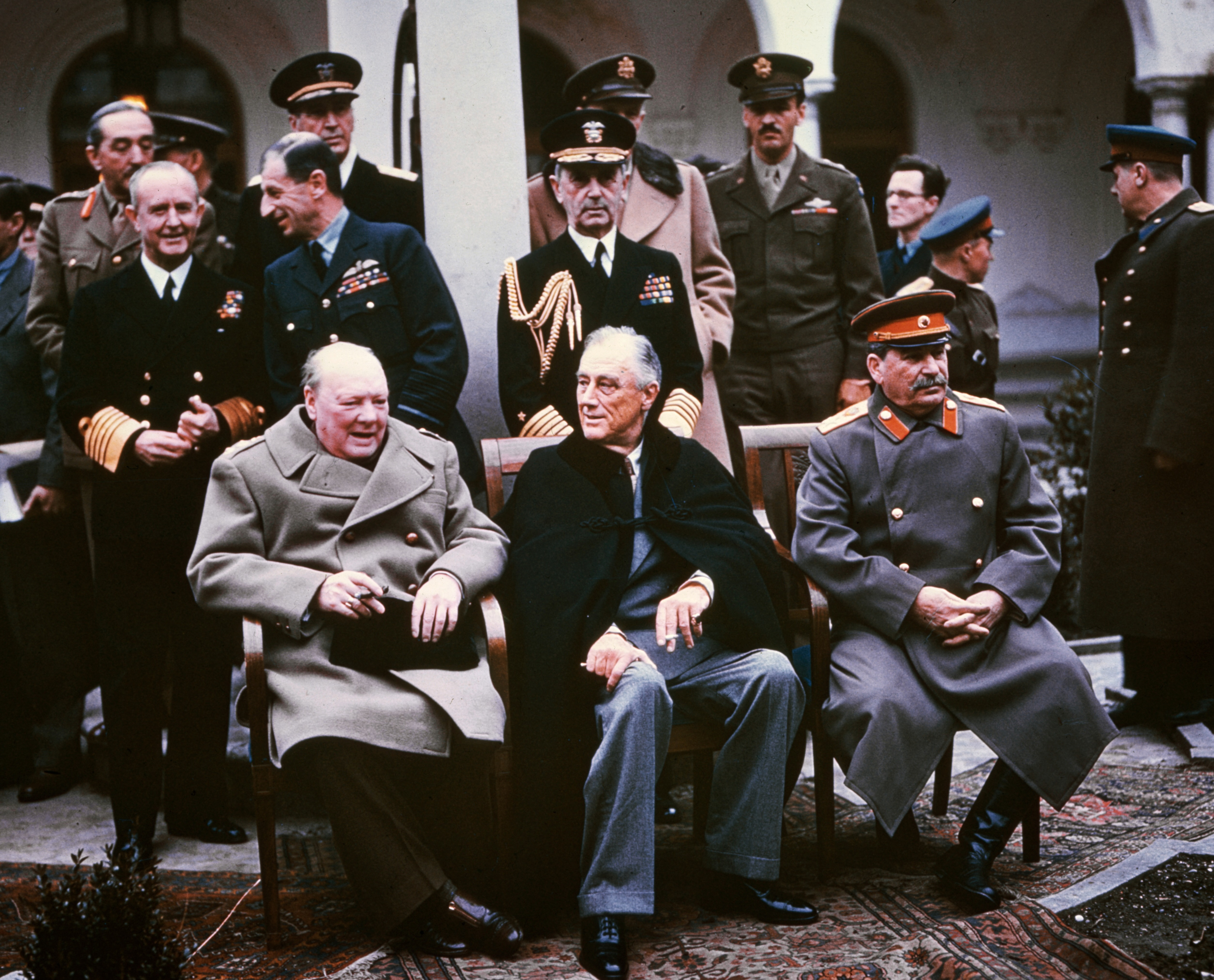
ヤルタ会談の米英ソ三首脳

- 2月4日から2月11日 - ヤルタ会談。ヤルタ協定を締結[1]。
- 2月14日 - 近衛文麿、天機奉伺を名目に参内し、昭和天皇に上奏文を捧呈（近衛上奏文）。

### 3月

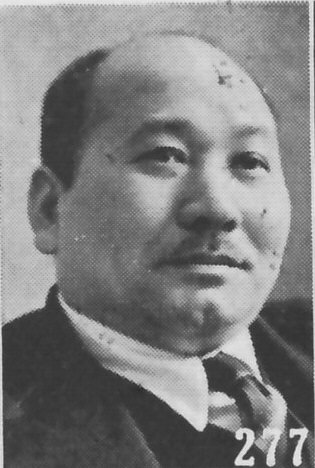
繆斌 (1940年前後)

- 3月1日 - 大審院が、1942年に行われた翼賛選挙における鹿児島2区の選挙結果を無効とする判決を下す（鹿児島2区選挙無効事件）。
- 3月9日から3月10日 - 東京大空襲。
- 3月10日 - 大日本翼賛壮年団出身議員が翼壮議員同志会結成。
- 3月11日 - 翼賛政治会反主流派が護国同志会を結成。
- 3月13日 - 大阪大空襲はじまる。
- 3月16日 - 繆斌来日。
- 3月17日
  - 日本軍、硫黄島で玉砕。
  - 神戸大空襲。
- 3月18日 - 繆斌、東久邇宮稔彦王と会談。
- 3月19日 - 東久邇宮、緒方竹虎国務相を通じて小磯国昭首相に繆斌工作に努力するよう促す。
- 3月21日 - 最高戦争指導会議、繆斌工作をめぐり首相官邸で開催。重光葵外相、杉山元陸相、米内光政海相は工作に反対。
- 3月23日 - 「国民義勇隊組織ニ関スル件」[2]閣議決定、国民義勇隊創設。
- 3月27日 - 小磯首相、繆斌工作について上奏。
- 3月30日 - 翼賛政治会が解散し、大日本政治会結成（総裁、南次郎陸軍大将）。

### 4月
- 4月1日 - 米軍、沖縄本島に上陸。
- 4月5日
  - 重臣会議。後継内閣について協議。

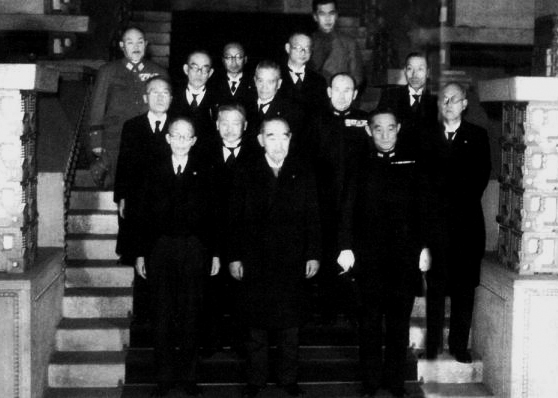
1945年4月7日、鈴木貫太郎内閣成立。

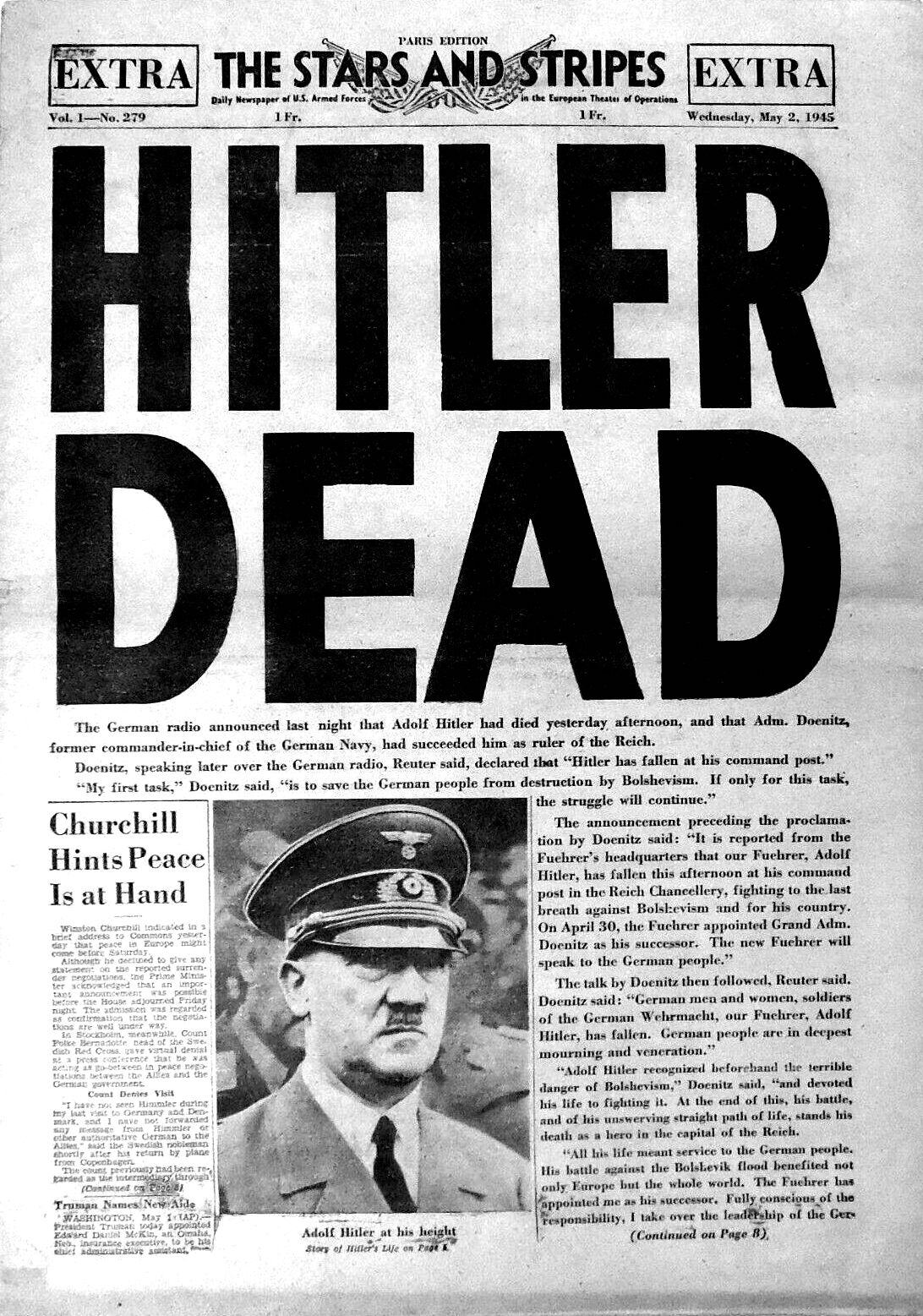
ヒトラーの死を伝える星条旗新聞号外（1945年5月2日）

  - ソ連、日本に対して日ソ中立条約を延長しないことを通告。
- 4月7日
  - 小磯首相、繆斌工作について内閣不一致を理由に辞表捧呈。
  - 鈴木貫太郎枢密院議長に大命降下。鈴木貫太郎内閣成立[3]。
  - 戦艦大和沈没。
- 4月8日 - 大本営陸軍部、本土作戦計画を策定。
- 4月9日 - 外務大臣に東郷茂徳が就任。
- 4月12日 - フランクリン・ルーズベルト米大統領、脳卒中で死去。ハリー・S・トルーマン副大統領が大統領に昇格。
- 4月15日 - 吉田茂、終戦工作を問われ東部憲兵隊司令部に逮捕。吉田の他、殖田俊吉、岩淵辰雄（ヨハンセングループ）も逮捕。
- 4月25日
  - ドイツのエルベ川でソ連軍と米軍が合流（エルベの誓い）。
  - サンフランシスコ会議開催（6月26日まで）、国際連合創設について議論。
  - イタリア社会共和国政府崩壊、ベニート・ムッソリーニ首相らは逃亡する。
- 4月27日 - ムッソリーニらが愛人クラーラ・ペタッチとともに逮捕される。
- 4月28日 - ムッソリーニら銃殺される。
- 4月30日 - アドルフ・ヒトラー独総統、自殺。後継大統領にカール・デーニッツ、首相にヨーゼフ・ゲッベルスを指名。

### 5月
- 5月1日 - ゲッベルス独首相自殺。フレンスブルク政府（デーニッツ政府）が活動開始。
- 5月2日
  - 阿南惟幾陸相の裁断で、吉田茂の不起訴を決定。
  - ソ連軍、ベルリンを占領。
- 5月5日 - カナダ軍およびイギリス軍、ナチス占領下のオランダとデンマークを解放。
- 5月7日 - 独、無条件降伏。
- 5月11日 - 鈴木首相、東郷外相、米内海相、阿南陸相、梅津美治郎参謀総長、及川古志郎軍令部総長による最高戦争指導会議構成員会合開催。終戦のための対ソ連交渉について討議。
- 5月12日 - 最高戦争指導会議構成員会合。
- 5月14日 - 最高戦争指導会議構成員会合。
- 5月19日 - 運輸通信省を運輸省に改組。外局の通信院は内閣直属となり逓信院に改称。
- 5月23日 - デーニッツ以下、フレンスブルク政府の閣僚逮捕。

### 6月
- 6月3日から4日 - 廣田弘毅元首相、箱根強羅ホテルに静養中のヤコフ・マリク駐日ソ連大使を訪問。
- 6月5日 - ベルリン宣言発表。
- 6月6日 - 昭和天皇臨席の最高戦争指導会議で戦争指導大綱を採択。
- 6月7日 - 戦争指導大綱と「世界情勢判断と国力の現状」を閣議決定。
- 6月8日 - 御前会議で戦争指導大綱と「国力の現状」決定。
- 6月9日 - 第87臨時議会（6月12日まで）。国民義勇戦闘隊を創設する義勇兵役法などの戦時特別法案が政府より提出され、成立する。鈴木貫太郎首相が開会日の本会議でおこなった演説について、2日後の衆議院の委員会で議員の質問を受け、議事が紛糾した（天罰発言事件）。
- 6月22日 - 御前会議。昭和天皇が最高戦争指導会議構成員に対して終戦の決意を表明する。
- 6月24日 - 廣田・マリク会談。
- 6月29日 - 廣田元首相、マリク大使に対して満州国の中立化など3項目の具体案を提示。

### 7月
- 7月5日
  - イギリスで総選挙。チャーチル首相率いる保守党が敗北し労働党が勝利。
  - ドイツ統治のため、連合国管理理事会設置。
- 7月6日 - ノルウェー、対日宣戦布告。
- 7月8日 - 軽井沢で近衛公と東郷外相が会談。近衛公にソ連特使を申し入れ。
- 7月9日 - 東郷外相、帰京。
- 7月10日 - 最高戦争指導会議開催。ソ連に特使派遣を決定。
- 7月12日
  - 鈴木首相、木戸幸一内大臣を通じて、昭和天皇から直接、近衛文麿にソ連特使の下命を願い出る。
  - 近衛文麿、参内し昭和天皇からソ連特使就任を命ぜられ受諾。
  - 東郷外相、佐藤尚武駐ソ日本大使を通して近衛特使派遣を急報。
- 7月13日
  - 安東義良外務省政務局長からマリク駐日大使に連絡。
  - 佐藤駐ソ大使、ソ連外務省を訪問するも、ヴャチェスラフ・モロトフ外相との面会を拒否される。
- 7月14日
  - 最高戦争指導会議で鈴木首相、東郷外相が近衛特使派遣、終戦の条件等について報告。
  - 　スターリン、モロトフ、ベルリンに向けて出発。
- 7月17日 - ポツダム会談。
- 7月18日 - ロゾフスキーソ連外務次官、佐藤大使に対して対ソ交渉拒否の回答。
- 7月23日 - フィリップ・ペタン元帥を反逆罪で告発。
- 7月25日 - 原爆投下の日程正式決定[4][5]。
- 7月26日 - ポツダム宣言を発表。
- 7月27日
  - 外務省、ポツダム宣言について検討。東郷外相、松本健一外務次官ら外務省首脳は同宣言の全面受諾に賛成。
  - 東郷外相、参内しポツダム宣言について言上。
  - 最高戦争指導会議、閣議が開催。
  - イギリスでクレメント・アトリー率いる労働党内閣（第1次アトリー内閣）成立。
- 7月28日 - 最高戦争指導会議情報交換会（東郷外相、他用で欠席）の後、鈴木首相、新聞記者会見で「ポツダム宣言を黙殺」と発言。

### 8月
- 8月初旬 - 東京新橋の片山哲弁護士事務所で原彪、鈴木文治らが社会主義政党結成について会合。
- 8月6日 - ポツダム会談終了。
- 8月6日 - 午前8時15分、米軍が広島市へ原子爆弾投下。
- 8月8日 - 深夜、ソ連が日ソ中立条約を破棄、日本に宣戦布告。
- 8月9日
  - 未明にソ連軍が満州へ侵攻して対日参戦開始。
  - 午前、ポツダム宣言の受諾の可否について最高戦争指導会議が開かれる。
  - 午前11時02分、米軍が長崎市へ原子爆弾投下。
- 8月10日
  - 午前0時03分、ポツダム宣言の受諾の可否について御前会議が開催される[6]。
  - 未明、御前会議で「国体の護持」を条件に日本のポツダム宣言の受諾を決定、連合国側へ打電。
  - 午後8時すぎ、その旨を同盟通信社のモールス信号と日本放送協会の海外向け放送が伝える。
  - モンゴル人民共和国が日本への宣戦布告を表明。
- 8月11日
  - 芦田均、軽井沢に鳩山一郎を訪問、会談。
  - ソ連軍が日ソ国境を越えて南樺太へ侵攻。
- 8月12日 - 連合国側が、国体護持について明瞭には触れず、降伏後の日本統治について回答（「バーンズ回答」）。
- 8月13日 - バーンズ回答を巡って最高戦争指導会議・閣議が紛糾。
- 8月14日
  - 午前11時、昭和天皇が御前会議でポツダム宣言受諾の意思を表明。
  - 午後9時、ラジオで「15日正午より重大発表あり」という旨の放送。
  - 午後11時、ポツダム宣言受諾を連合国側に通知。
  - 午後11時20分、昭和天皇が玉音放送を録音。
  - ダグラス・マッカーサー米太平洋陸軍司令官が連合国軍最高司令官（Supreme Commander for the Allied Powers、SCAP）に就任。
  - 大本営が攻勢作戦の停止を発令（自衛反撃は継続）。
  - 中ソ友好同盟条約締結。
- 8月15日
  - 陸軍一部がクーデター未遂（宮城事件）。
  - 阿南惟幾陸相が割腹自殺。
  - 玉音放送（終戦の日）。
  - 鈴木貫太郎内閣総辞職。
  - 芦田均、安藤正純ら新党について交詢社で会合。
  - 大阪にいた西尾末広、京都の水谷長三郎を訪問し、社会主義政党結成と労働組合再建を提唱。
- 8月16日
  - スターリンソ連首相、北海道占領をトルーマン米大統領に要求。トルーマンは18日に拒否回答。
  - ベトミン、総蜂起を発動。
  - タイが対米英宣戦布告の無効を宣言。

- 8月17日

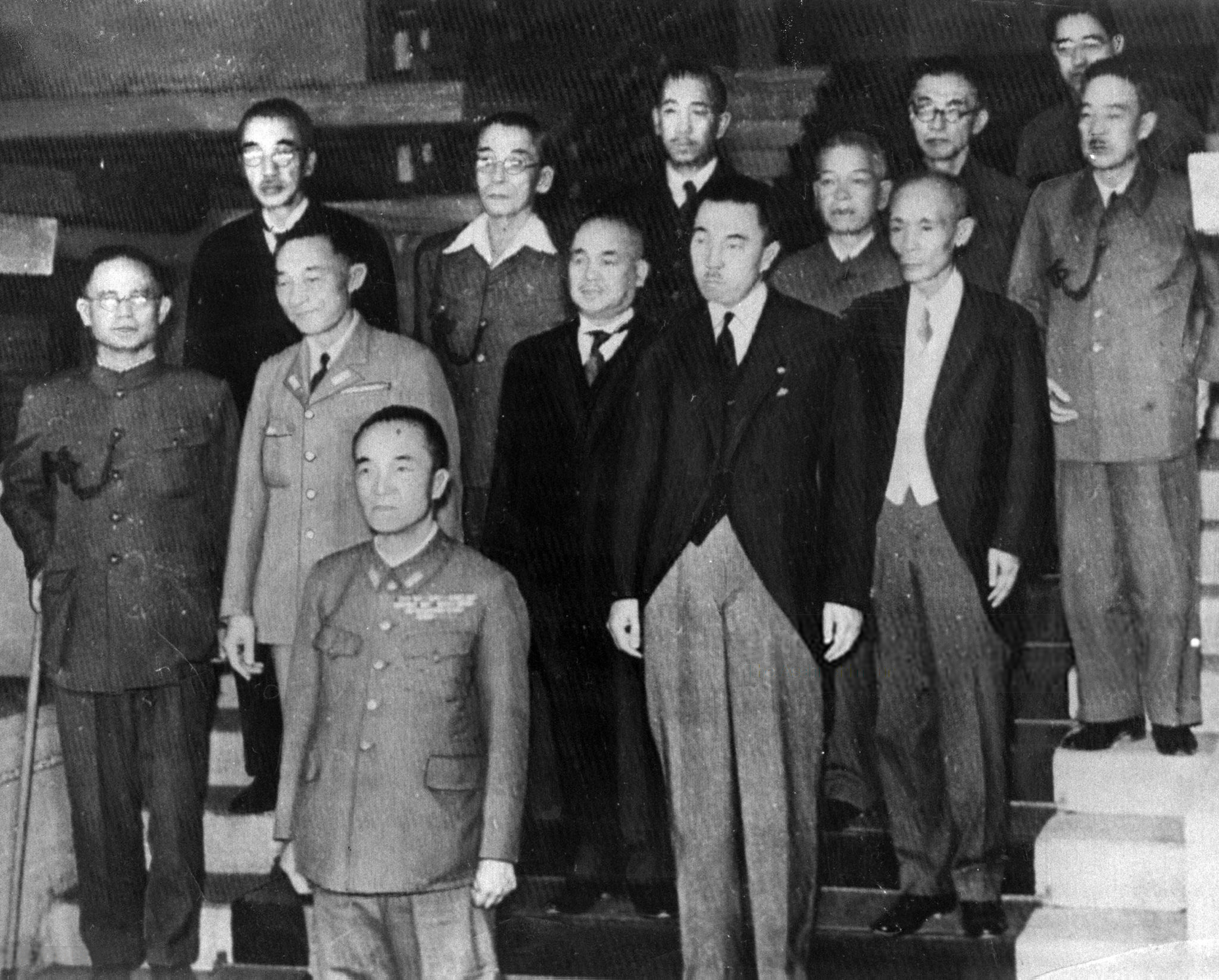
史上初の皇族内閣、東久邇宮内閣成立。

  - インドネシアのスカルノとハッタ、インドネシア共和国のオランダからの独立を宣言（インドネシア独立宣言）。
  - 東久邇宮内閣成立。
  - 西尾末広、平野力三を訪問するため上京。
- 8月18日
  - 満州国皇帝愛新覚羅溥儀退位。
  - ソ連軍が千島列島で攻撃開始。
  - 内務省が占領軍向け特殊慰安施設を設置するよう地方長官に通達。
  - 西尾末広、東京に着く。品川に松岡駒吉を訪問。新党結成、労組再建を主張。
- 8月19日
  - 大本営が戦闘中止を発令。
  - 昭和天皇が東久邇首相宮に燈火管制解除等を指示。
  - 河辺虎四郎参謀次長を代表とする使節団、マニラに出発。
  - ベトナムで親日政権に対しベトミンが蜂起。
- 8月20日 - 最高戦争指導会議、終戦処理委員会、終戦連絡中央事務局（岡崎勝男長官）設置を決定。
- 8月21日 - 閣議、「官庁などの改廃に関する件」決定。大東亜省、軍需省廃止。農商省を農林省と商工省に分離。
- 8月23日 - スターリン、日本軍捕虜のソ連国内への移送を指令（シベリア抑留）。
- 8月28日
  - 閣議、「言論・集会・結社の取締り方針に関する件」決定。東條内閣が戦時中制定した言論、出版、集会、結社等臨時取締法空文化。
  - 東久邇首相宮、記者会見で、いわゆる「一億総懺悔」発言。
  - 連合国軍先遣部隊が沖縄本島より厚木飛行場に到着。
  - 蔣介石・毛沢東による国共首脳会談開催（重慶会談）。

- 8月30日

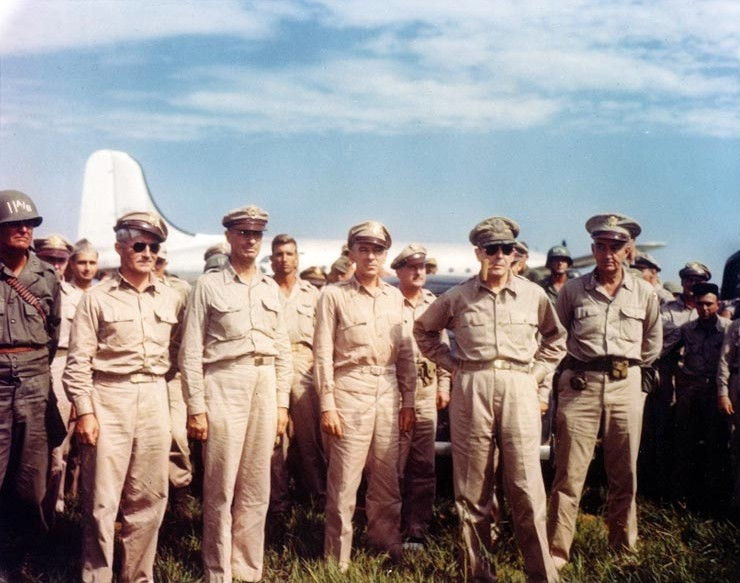
バターン号で厚木海軍飛行場に到着したマッカーサー

  - マッカーサーが沖縄本島より厚木飛行場に到着し、米太平洋軍総司令部 (GHQ/USAPA) を横浜税関に設置。
  - ソ連は北海道占領への樺太での軍事行動を停止。
- 8月31日 - 米軍主力が横浜・館山に上陸。

### 9月
- 9月1日 - 第88臨時議会召集。
- 9月2日

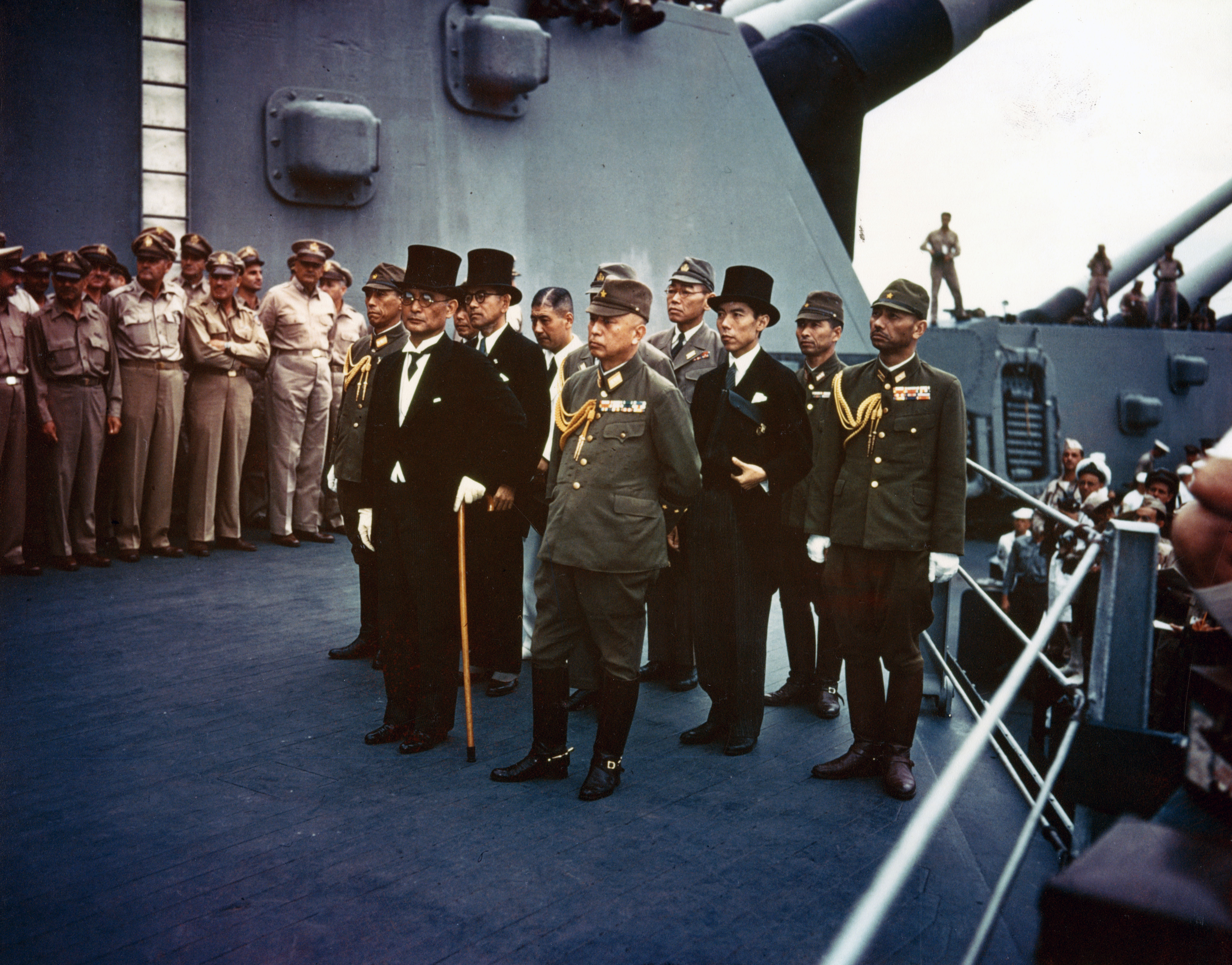
降伏文書調印式に出席する重光葵外務大臣を代表とする日本全権団

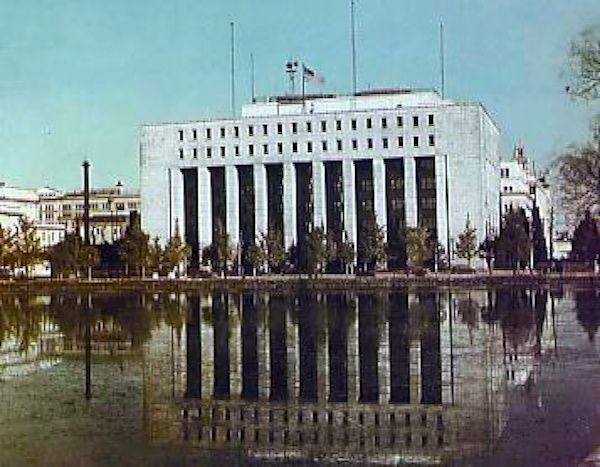
GHQが置かれた東京日比谷の第一生命ビル（1950年ごろ撮影）

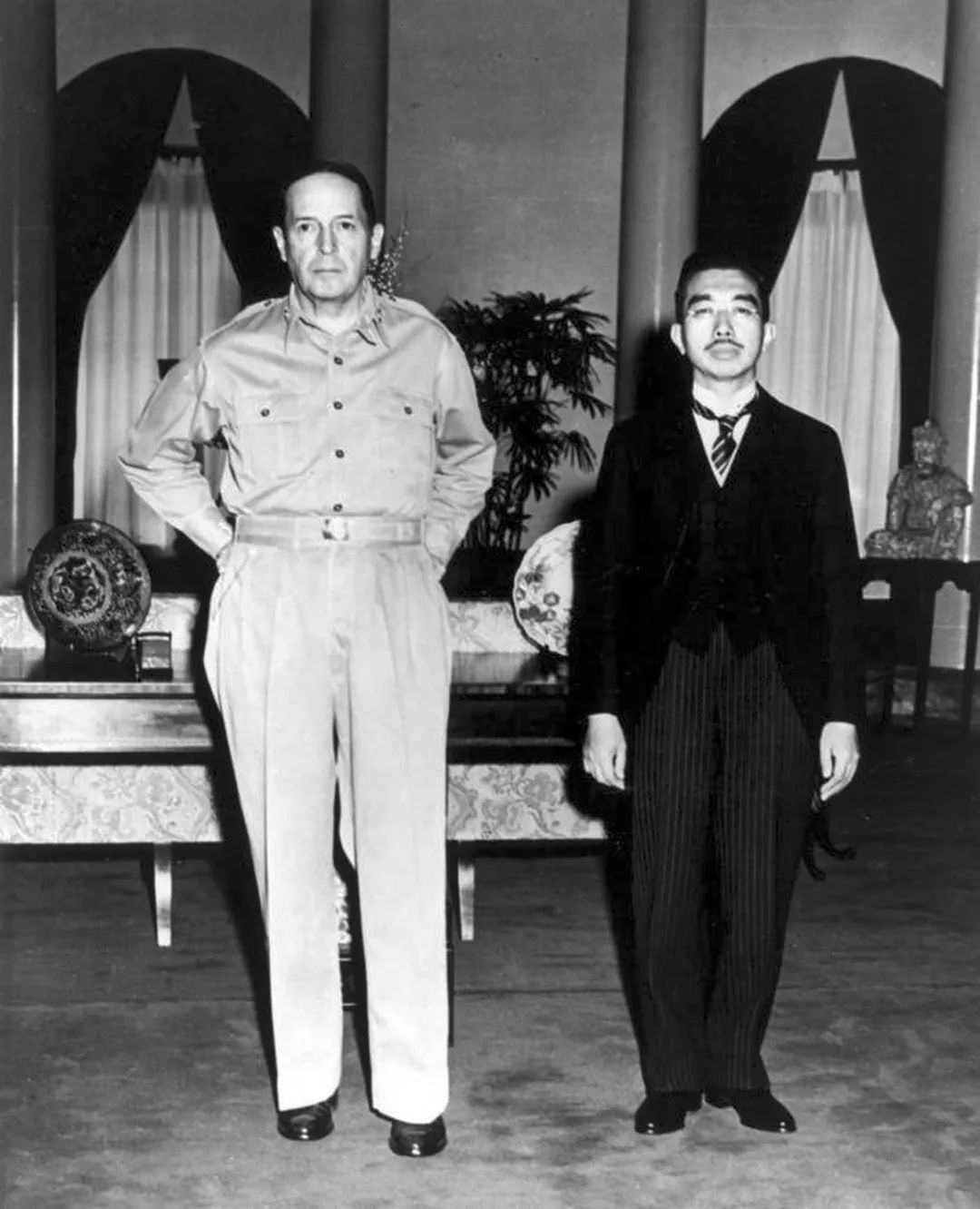
昭和天皇とマッカーサー元帥

  - 東京湾上の戦艦ミズーリ艦上で、重光葵外相、梅津美治郎参謀総長らが降伏文書に調印（第二次世界大戦終結）。
  - GHQ指令第1号（SCAPIN-1）で、陸海軍解体・軍需工業停止などを命令。
  - ホー・チ・ミンを主席とするベトナム民主共和国が成立。
  - マッカーサー元帥、北緯38度線を境とした米ソによる南北朝鮮の分割統治を発表（連合軍軍政期 (朝鮮史)）。
- 9月3日 - ソ連軍、北方領土を占領。
- 9月4日 - ウェーク島の日本軍が降伏。
- 9月5日 - マレー、シンガポールにイギリス軍上陸。
- 9月6日
  - 鳩山一郎、芦田均、河野一郎、斎藤隆夫ら交詢社で会合。
  - 朝鮮人民共和国が建国宣言（11日に瓦解）。
  - トルーマン米大統領、「降伏後における米国の初期の対日方針」を承認。
- 9月8日
  - ソ連軍が朝鮮北部を、米軍が南部を占領し分割統治が開始される。
  - GHQ、マッカーサー元帥が東京に進駐。
- 9月9日 - 南京において中国の日本軍が降伏文書に調印。
- 9月10日
  - GHQ、「新聞報道取締方針」(SCAPIN-16) を発令し検閲を開始。
  - GHQ、 大本営廃止 (SCAPIN-17) を発令（13日24時以前に廃止）。
- 9月11日 - 東條英機元首相ら戦犯容疑者39人に逮捕令（東條は自殺未遂）。
- 9月12日 - シンガポールの日本軍が降伏。
- 9月13日
  - 大本営廃止。
  - 小泉親彦元厚生大臣・陸軍軍医中将が割腹自殺。
- 9月14日
  - 大日本政治会解散。
  - 橋田邦彦元文部大臣が服毒自殺。
- 9月15日 - GHQ総司令部を東京・日比谷の第一生命館に移転。
- 9月17日 - 重光葵外相辞任。後任に吉田茂。
- 9月22日 - 安部磯雄、高野岩三郎、賀川豊彦が発起人となり、新橋で社会主義政党結成準備懇談会が開催。
- 9月27日 - 昭和天皇がマッカーサー元帥を訪問。
- 9月29日
  - 昭和天皇とマッカーサー元帥の写真を各紙一斉掲載。
  - 山崎巌内相、写真掲載を不敬であるとして、朝日新聞、毎日新聞、読売新聞の三紙に発売禁止の処分を命令。
  - 11時30分　GHQ、政府に「新聞・映画・通信の自由に対する一切の制限の撤廃」を命令。

### 10月

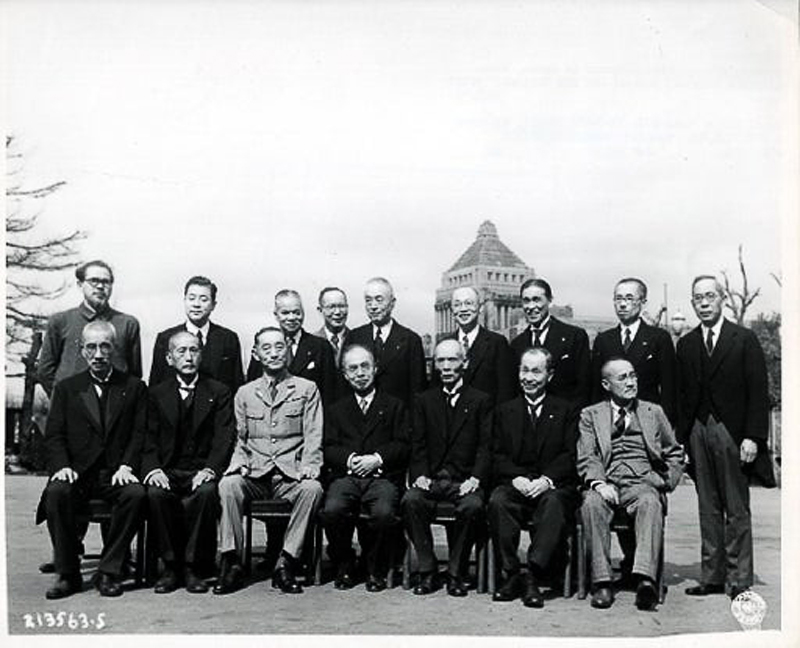
幣原内閣成立。

- 10月3日 - 山崎巌内相、イギリス人記者に対し「思想取締の秘密警察は現在なお活動を続けており、反皇室的宣伝を行う共産主義者は容赦なく逮捕する」と国体の擁護と治安維持法の継続を主張。
- 10月4日
  - GHQ、「政治的市民的及び宗教的自由に対する制限の撤廃に関する覚書」を発表。山崎内相の罷免、全国警察部長、特別高等警察全員の罷免、政治犯の釈放を命令。
  - 近衛文麿国務相、マッカーサーと会見、憲法改正を示唆される。
- 10月5日 - 東久邇宮内閣総辞職。
- 10月6日 - 幣原喜重郎元外務大臣に大命降下。
- 10月8日 - 近衛国務相、ジョージ・アチソン政治顧問と会談。憲法改正の要点12項目について示唆。
- 10月9日 - 幣原内閣成立。

- 10月10日
  - 国民政府と中国共産党、双十協定締結。

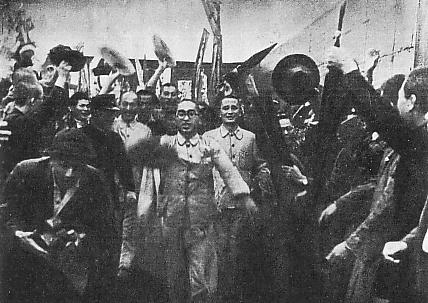
府中刑務所を出る志賀義雄、徳田球一ら

  - 政治犯人釈放指令により徳田球一、志賀義雄ら釈放。
  - 日本共産党、「人民に訴ふ」の声明発表と党拡大強化促進委員会発足。
- 10月11日
  - 幣原首相、マッカーサー元帥を訪問。マッカーサーは、憲法改正と人権確保のための5大改革を指示。
  - 近衛公、内大臣府御用係任命される。
- 10月12日 - 鳩山ら新党に関する会合、党名を「日本自由党」と決定。
- 10月13日 - いわゆる政治犯釈放。
- 10月15日 - 日本自由党創立委員会全体会合開催。
- 10月20日
  - 美濃部達吉、朝日新聞で「憲法改正は急ぐ必要はない」と主張。
  - 共産党、赤旗復刊。
- 10月23日 - 島田俊雄衆議院議長、議長官舎に町田忠治、大麻唯男、前田米蔵、金光庸夫、勝正憲らを集め旧民政党、大日本政治会系の大同団結による新党結成を提案。
- 10月24日 - 国際連合発足。
- 10月25日 - 内閣に憲法問題調査委員会設置。

### 11月

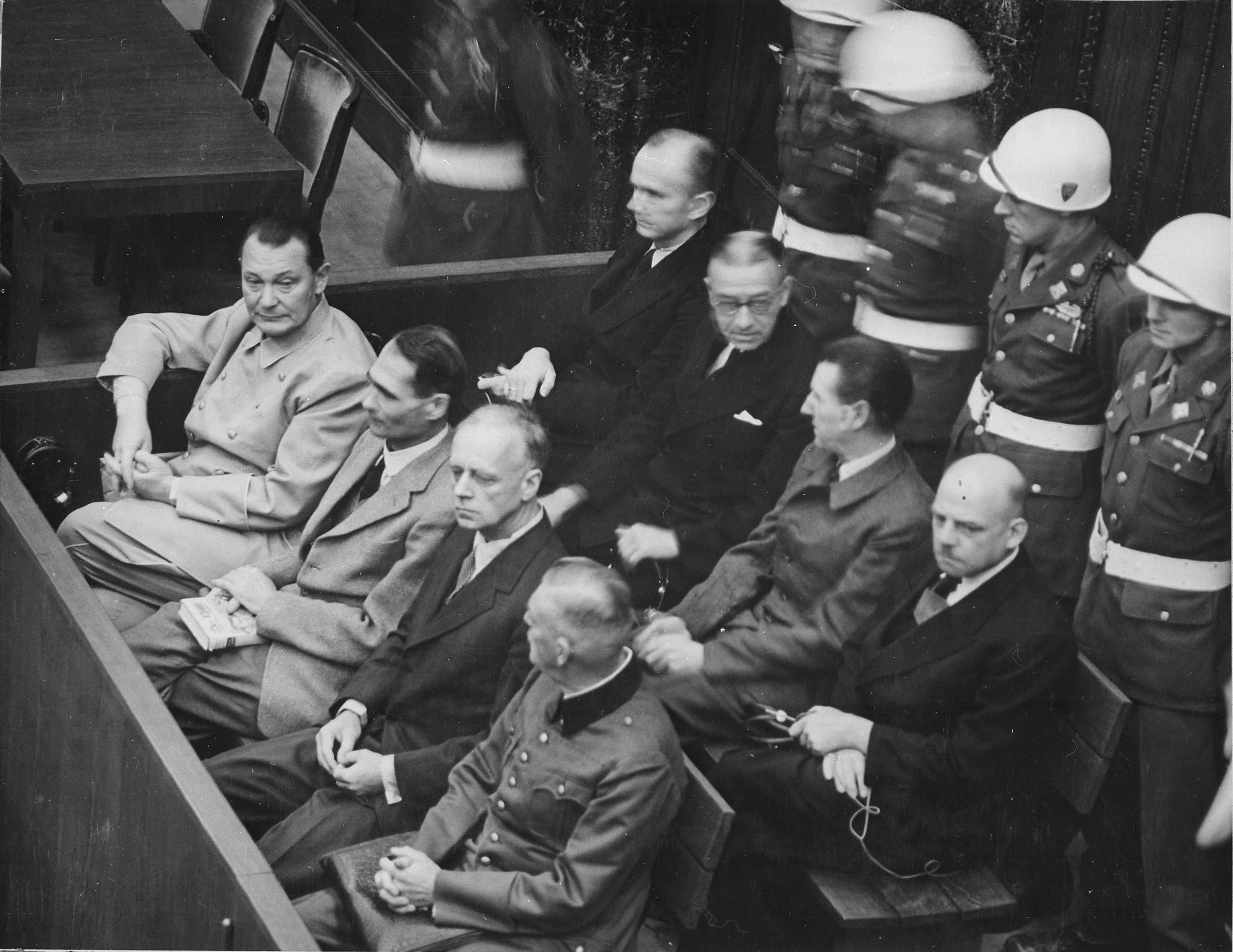
ニュルンベルク裁判の被告席（前列奥からヘルマン・ゲーリング、ルドルフ・ヘス、ヨアヒム・フォン・リッベントロップ、ヴィルヘルム・カイテル、後列奥からカール・デーニッツ、エーリヒ・レーダー、バルドゥール・フォン・シーラッハ、フリッツ・ザウケル）

- 11月1日 - GHQ、近衛文麿と憲法改正について、GHQは関知しない旨の声明を発表。
- 11月2日 - 日本社会党結成。書記長に片山哲。
- 11月9日
  - 日本自由党、日比谷公会堂で結成。総裁に鳩山一郎。
  - 近衛文麿、米国戦略爆撃調査団から尋問。
- 11月16日 - 日本進歩党、上野精養軒で結成。
- 11月19日 - 荒木貞夫元陸相、小磯国昭元首相、松岡洋右元外相、久原房之助元政友会総裁ら11名が戦犯指定、逮捕。
- 11月20日 - ニュルンベルク裁判開廷。
- 11月26日 - 第89臨時議会召集。
- 11月27日 - 第89臨時議会開会。

### 12月
- 12月1日

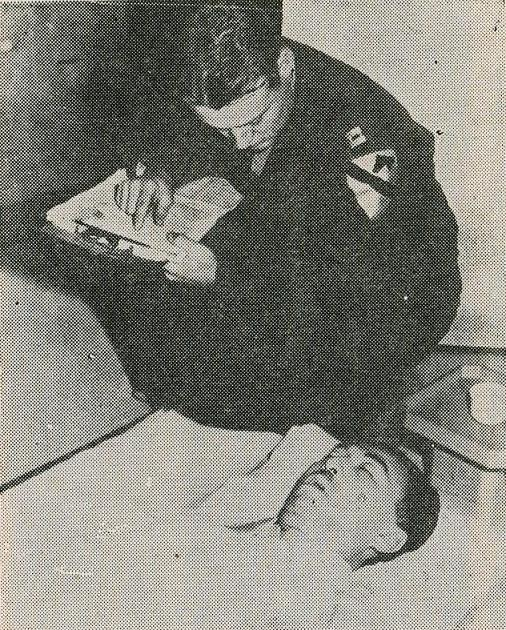
戦犯に指定された近衛文麿は服毒自殺した。

  - 日本共産党、第4回党大会（再建大会）を開催。書記長に徳田球一。
  - 陸軍省、海軍省など廃止。第一復員省、第二復員省設置。
- 12月2日 - 梨本宮守正王、平沼騏一郎元首相、廣田弘毅元首相、池田成彬元蔵相、大川周明、下村宏、徳富蘇峰、正力松太郎、緒方竹虎ら59名が戦犯指定、逮捕。
- 12月9日 - GHQ、政府に対して農地改革促進を指令。
- 12月16日 - 近衛文麿元首相、服毒自殺。
- 12月18日
  - 第89臨時議会閉会、衆議院解散（GHQ解散、終戦解散）。
  - 日本協同党結成。